# Уяндиково
Уянди́ково (рос. Уяндыково, башк. Уяндыҡ) — присілок у складі Ілішевського району Башкортостану, Росія. Входить до складу Новомедведевської сільської ради.
Населення — 182 особи (2010; 157 у 2002).
Національний склад:
- башкири — 83 %